# ÷ (альбом)
| Совокупная оценка       | Совокупная оценка |
| Источник                | Оценка            |
| ----------------------- | ----------------- |
| Metacritic              | 62/100            |
| Оценки критиков         |                   |
| Источник                | Оценка            |
| The Daily Telegraph     | [ 5 ]             |
| The Guardian            | [ 6 ]             |
| The Independent         | [ 7 ]             |
| NME                     | [ 8 ]             |
| London Evening Standard | [ 9 ]             |
| Rolling Stone           | [ 10 ]            |
| Daily Express           | [ 11 ]            |
| AllMusic                | [ 2 ]             |
| The Arts Desk           | [ 12 ]            |
| Consequence of Sound    | C-                |
| Entertainment Weekly    | B-                |
| Pitchfork               | 2.8/10            |

÷ (divide — «делить») — третий студийный альбом британского автора-исполнителя Эда Ширана, вышедший 3 марта 2017 года на лейблах Asylum и Atlantic. 6 января 2017 года вышли первые два сингла с диска («Shape of You» и «Castle on the Hill»), первый из которых возглавил чарты США (Billboard Hot 100) и Великобритании (UK Singles Charts).

## Реакция общественности
Альбом получил положительные отзывы музыкальной критики и интернет-изданий. Англоязычный сайт-агрегатор Metacritic, собирающий отзывы и обзоры музыкальных альбомов, дал суммарную оценку в 70 % (на основании анализа избранных рецензий), говоря о «в целом благоприятных отзывах».

## Коммерческий успех
В первую неделю продаж в Великобритании было продано 672 000 копий, это лучший результат мужчины-исполнителя и 3-й результат в истории британской поп-музыки после 25 (Adele, 800,307 копий в первую неделю) и Be Here Now (Oasis, 696,000 копий в первую неделю). На первой неделе ÷ сразу три альбома Ширана попали в пятёрку лучших чартов в Великобритании. Кроме того, он побил рекорд по количеству песен в топ-10 с одного альбома в UK Singles Chart (с девятью песнями в топ-10 за одну неделю), превзойдя рекорд, ранее установленный Calvin Harris. Все 16 песен из альбома также вошли в топ-20. Альбом достиг миллиона продаж в Великобритании всего за 16 дней. В первой половине 2017 года альбом увеличил продажи музыки в Великобритании на 11,2 % по сравнению с предыдущим годом и стал самым продаваемым развлекательным продуктом года, опередив даже такие фильмы, как «Изгой-один. Звёздные войны: Истории». К июлю 2017 тираж альбома превысил 2 млн единиц в Великобритании, из которых 1,22 млн физических и 371,000 копий с загрузок и 415 тыс. эквивалентных единиц по стримингу. С тех пор он возглавлял чарт альбомов Великобритании в течение 20 недель подряд, что является самым продолжительным периодом времени с тех пор, как Адель с 21 лидировала в 2011 и 2012 годах.
Альбом ÷ на конец 2017 года стал главным бестселлером в Великобритании с тиражом 2 128 000 копий.
÷ дебютировал на позиции № 1 в США в хит-параде Billboard 200 с тиражом 451 000 эквивалентных альбомных единиц, включая 322 000 чистых альбомных продаж.
÷ был продан в США тиражом 2,764,000 эквивалентных альбомных единиц по итогам 2017 года, а по истинным копиям с тиражом 1,102,000 на втором месте после Taylor Swift's Reputation. 11 сентября 2018 года согласно RIAA присвоено 4xPlatinum статус, что говорит о 4.000.000 продаж в США .
По данным Международная федерация фонографической индустрии (IFPI) в 2017 году мире было продано 6,1 млн копий альбома и он стал мировым бестселлером. В 2018 году было продано 1,3 миллиона копий чистыми продажами.

## Синглы
28 января 2017 года сингл «Shape of You» возглавил американский хит-парад Billboard Hot 100. Это его первый чарттоппер в США как исполнителя (27-й хит, сразу дебютировавший на первом месте и 1061-й хит на позиции № 1 за 58 лет американского хит-парада Hot 100). Прошлым лучшим синглом был «Thinking Out Loud» поднявшийся до № 2 в 2015 году и пробывший там почти рекордные 8 недель. Но как автор он уже был 2 недели на вершине чарта с суперхитом «Love Yourself» (в исполнении Джастина Бибера), лучшего сингла всего 2016 года. А, так как, на позиции № 6 одновременно дебютировал и второй его хит «Castle on the Hill», то Эд Ширан стал первым в истории исполнителем, который дебютировал в лучшей десятке сразу с двумя своими синглами. Кроме того, «Shape» и «Castle» стартовали на первых двух позициях в цифровом чарте Digital Song Sales, и Ширан также стал первым в истории этого чарта, дебютировавшим на первых двух местах, № 1 и № 2 одновременно. Такой же двойной успех он праздновал в родном британском чарте UK Singles Charts и там это стало абсолютным рекордом. В эту же неделю песня «Closer» группы The Chainsmokers побила рекорд, находясь 24-ю неделю (из них 12 недель на № 1) в лучшей десятке top-10 после дебюта в чарте. Прежнее достижение (23 недели подряд в top-10) принадлежало хиту «Love Yourself» Джастина Бибера. Кроме того, «Closer» уже 22 недели на позиции № 1 в чарте Hot Dance/Electronic Songs.
Альбом поставил два абсолютных британских рекорда. Во-первых, по числу песен, одновременно находящихся в лучшей десятке top-10 UK Singles Chart с одного альбома: 9 синглов Ширана в top-10, побив предыдущий рекорд, установленный Calvin Harris. Во-вторых, по числу песен, одновременно находящихся в лучшей двадцатке top-20 UK Singles Chart с одного альбома: 16 синглов Ширана в top-10.

## Номинации и награды
| Год  | Организация              | Награда                         | Результат | Ссылки |
| ---- | ------------------------ | ------------------------------- | --------- | ------ |
| 2018 | Juno Awards              | International Album of the Year | Номинация |        |
| 2018 | Грэмми                   | Best Pop Vocal Album            | Победа    | [ 33 ] |
| 2018 | iHeartRadio Music Awards | Pop Album of the Year           | Победа    | [ 34 ] |

## Список композиций
| №                   | Название                         | Автор(ы)                                                                                               | Продюсеры                         | Длительность |
| ------------------- | -------------------------------- | --- | --------------------------------- | ------------ |
| 1.                  | «Eraser»                         | Эд Ширан Джонни Макдэйд                                                                                | McDaid Ширан [a]                  | 3:47         |
| 2.                  | «Castle on the Hill»             | Ширан Бенджамин Левин                                                                                  | Бенни Бланко                      | 4:21         |
| 3.                  | «Dive»                           | Ширан Левин Julia Michaels                                                                             | Бенни Бланко                      | 3:58         |
| 4.                  | «Shape of You»                   | Ширан Steve Mac Макдэйд                                                                                | Mac Ширан [a]                     | 3:53         |
| 5.                  | «Perfect»                        | Ширан                                                                                                  | Will Hicks Ширан Бенни Бланко [b] | 4:23         |
| 6.                  | «Galway Girl»                    | Ширан Amy Wadge Damian McKee Eamon Murray McDaid Liam Bradley Niamh Dunne Sean Graham Foy Vance [ 35 ] | Mike Elizondo                     | 2:50         |
| 7.                  | «Happier»                        | Ширан Ryan Tedder Левин [ 36 ]                                                                         | Бенни Бланко                      | 3:27         |
| 8.                  | «New Man»                        | Ширан Ammar Malik Jessie Ware Levin [ 37 ]                                                             | Бенни Бланко                      | 3:09         |
| 9.                  | «Hearts Don't Break Around Here» | Ширан Макдэйд [ 38 ]                                                                                   | Ширан Макдэйд                     | 4:08         |
| 10.                 | «What Do I Know?»                | Ширан Макдэйд Vance [ 39 ]                                                                             | Макдэйд Ширан                     | 3:57         |
| 11.                 | «How Would You Feel (Paean)»     | Ширан                                                                                                  | Ширан                             | 4:40         |
| 12.                 | «Supermarket Flowers»            | Ширан Макдэйд Левин [ 40 ]                                                                             | Бенни Бланко Макдэйд Ширан [a]    | 3:41         |
| Общая длительность: | Общая длительность:              | Общая длительность:                                                                                    | Общая длительность:               | 46:14        |

| №                   | Название            | Автор(ы)                                                            | Продюсеры                    | Длительность |
| ------------------- | ------------------- | ------------------------------------------------------------------- | ---------------------------- | ------------ |
| 13.                 | «Barcelona»         | Ширан Wadge Левин Vance Макдэйд [ 42 ]                              | Бенни Бланко Эд Ширан        | 3:11         |
| 14.                 | «Bibia Be Ye Ye»    | Ширан Левин Joseph Addison Nana Richard Abiona Stephen Woode [ 43 ] | Бенни Бланко KillBeatz Ширан | 2:56         |
| 15.                 | «Nancy Mulligan»    | Ширан Wadge Vance Макдэйд Murray Cummings Левин [ 44 ]              | Бенни Бланко Ширан           | 2:59         |
| 16.                 | «Save Myself»       | Ширан Wadge Timothy McKenzie [ 45 ]                                 | Labrinth Ширан               | 4:07         |
| Общая длительность: | Общая длительность: | Общая длительность:                                                 | Общая длительность:          | 59:27        |

Notes
- ↑  сопродюсер
- ↑  дополнительный продюсер
- «Dive», «Happier», and «New Man» при участии бэк-вокала Jessie Ware
- «New Man» при участии дополнительного вокала Francis Farewell Starlite

## Чарты
| Чарт (2017)                         | Высшая позиция |
| ----------------------------------- | -------------- |
| Австралия (ARIA)                    | 1              |
| Австрия (Ö3 Austria)                | 1              |
| Бельгия/Фландрия (Ultratop)         | 1              |
| Бельгия/Валлония (Ultratop)         | 2              |
| Бразилия (Billboard Brasil)         | 1              |
| Канада (Canadian Albums Chart)      | 1              |
| Хорватия (IFPI)                     | 1              |
| Чехия (ČNS IFPI)                    | 1              |
| Дания (Hitlisten)                   | 1              |
| Нидерланды (Album Top 100)          | 1              |
| Финляндия (Suomen virallinen lista) | 1              |
| Франция (SNEP)                      | 1              |
| Германия (Offizielle Top 100)       | 1              |
| Греция (IFPI)                       | 5              |
| Венгрия (MAHASZ)                    | 1              |
| Ирландия (IRMA)                     | 1              |
| Италия (Classifica album)           | 1              |
| Япония (Oricon)                     | 5              |
| Мексика (AMPROFON)                  | 2              |
| Новая Зеландия (RMNZ)               | 1              |
| Норвегия (VG-lista)                 | 1              |
| Польша (ZPAV)                       | 1              |
| Португалия (AFP)                    | 1              |
| Шотландия (Scottish Albums Chart)   | 1              |
| Испания (PROMUSICAE)                | 1              |
| Швеция (Sverigetopplistan)          | 1              |
| Швейцария (Schweizer Hitparade)     | 1              |
| Великобритания (UK Albums Chart)    | 1              |
| США (Billboard 200)                 | 1              |

| Чарт (2017)                        | Позиция |
| ---------------------------------- | ------- |
| Австралия (ARIA)                   | 1       |
| Австрия (Ö3 Austria)               | 2       |
| Бельгия (Ultratop Flanders)        | 1       |
| Бельгия (Ultratop Wallonia)        | 4       |
| Канада (Billboard)                 | 1       |
| Danish Albums (Hitlisten)          | 1       |
| Dutch Albums (MegaCharts)          | 1       |
| French Albums (SNEP)               | 1       |
| German Albums (Offizielle Top 100) | 2       |
| Italian Albums (FIMI)              | 1       |
| Mexican Albums (AMPROFON)          | 20      |
| New Zealand Albums (RMNZ)          | 1       |
| Norwegian Albums (VG-lista)        | 1       |
| Polish Albums (ZPAV)               | 2       |
| Spanish Albums (PROMUSICAE)        | 7       |
| Швеция (Sverigetopplistan)         | 1       |
| Швейцария (Schweizer Hitparade)    | 1       |
| Великобритания (OCC)               | 1       |
| США Billboard 200                  | 4       |

| Чарт (2010—2019)     | Позиция |
| -------------------- | ------- |
| Великобритания (OCC) | 4       |
| США (Billboard 200)  | 3       |

## Сертификации
| Регион | Сертификация   | Продажи   |
| --- | -------------- | --------- |
| Аргентина (CAPIF) · physical | Золотой        | 10 000^   |
| Аргентина (CAPIF) · digital | Платиновый     | 20 000^   |
| Австралия (ARIA) | 11× Платиновый | 770 000   |
| Австрия (IFPI Austria) | 6× Платиновый  | 90 000    |
| Бельгия (BEA) | 3× Платиновый  | 90 000    |
| Канада (Music Canada) | Бриллиантовый  | 800 000   |
| Чили | Золотой        |           |
| Дания (IFPI Danmark) | 12× Платиновый | 240 000   |
| Франция (SNEP) | Бриллиантовый  | 500 000   |
| Германия (BVMI) | 9× Золотой     | 900 000   |
| Венгрия (Mahasz) | 3× Платиновый  | 6000^     |
| Италия (FIMI) | 7× Платиновый  | 350 000   |
| Япония (RIAJ) | Золотой        | 100 000^  |
| Мексика (AMPROFON) | 2× Платиновый  | 120 000   |
| Нидерланды (NVPI) | 4× Платиновый  | 160 000   |
| Новая Зеландия (RMNZ) | 18× Платиновый | 270 000   |
| Польша (ZPAV) | Бриллиантовый  | 100 000   |
| Португалия (AFP) | Платиновый     | 15 000^   |
| Сингапур (RIAS) | 7× Платиновый  | 70 000*   |
| Испания (PROMUSICAE) | Платиновый     | 40 000    |
| Швеция (GLF) | 2× Платиновый  | 80 000    |
| Швейцария (IFPI Switzerland) | 2× Платиновый  | 40 000    |
| Великобритания (BPI) | 13× Платиновый | 4,146,949 |
| США (RIAA) | 5× Платиновый  | 5 000 000 |
| * Данные о продажах приведены только на основе сертификации. · ^ Данные о тиражах приведены только на основе сертификации. · Данные о продажах + прослушиваниях приведены только на основе сертификации. |                |           |